# 4824 Stradonice
4824 Stradonice је астероид главног астероидног појаса са средњом удаљеношћу од Сунца која износи 2,289 астрономских јединица (АЈ).
Апсолутна магнитуда астероида је 13,6.